# Ferran Maristany i Guasch
Ferran Maristany i Guasch   (Barcelona, 9 de novembre de 1883 - Reus, maig 1924) va ser un editor, poeta i traductor de poesia català. Fou germà del comediògraf i industrial Alexandre Maristany i Guasch.

## Biografia
Ferran Maristany i Guasch va néixer al carrer de Les Corts de Barcelona. Pertanyia a una família de tradició cotonera on el seu pare, Francesc C. Maristany i Garriga (1849 - 1929), va ser fundador i primer president del Centre Cotoner Nacional de Barcelona el 1903. També va urbanitzar el passeig principal de Camprodon, una de les primeres urbanitzacions turístiques del país, que va ser acabada cap a 1927. Això va fer que una part important de l'alta burgesia barcelonina anés a estiuejar a Camprodon, pel que l'Ajuntament li va posar el seu nom. La seva mare fou Amàlia Guasch i Cabanyes, natural de Barcelona.

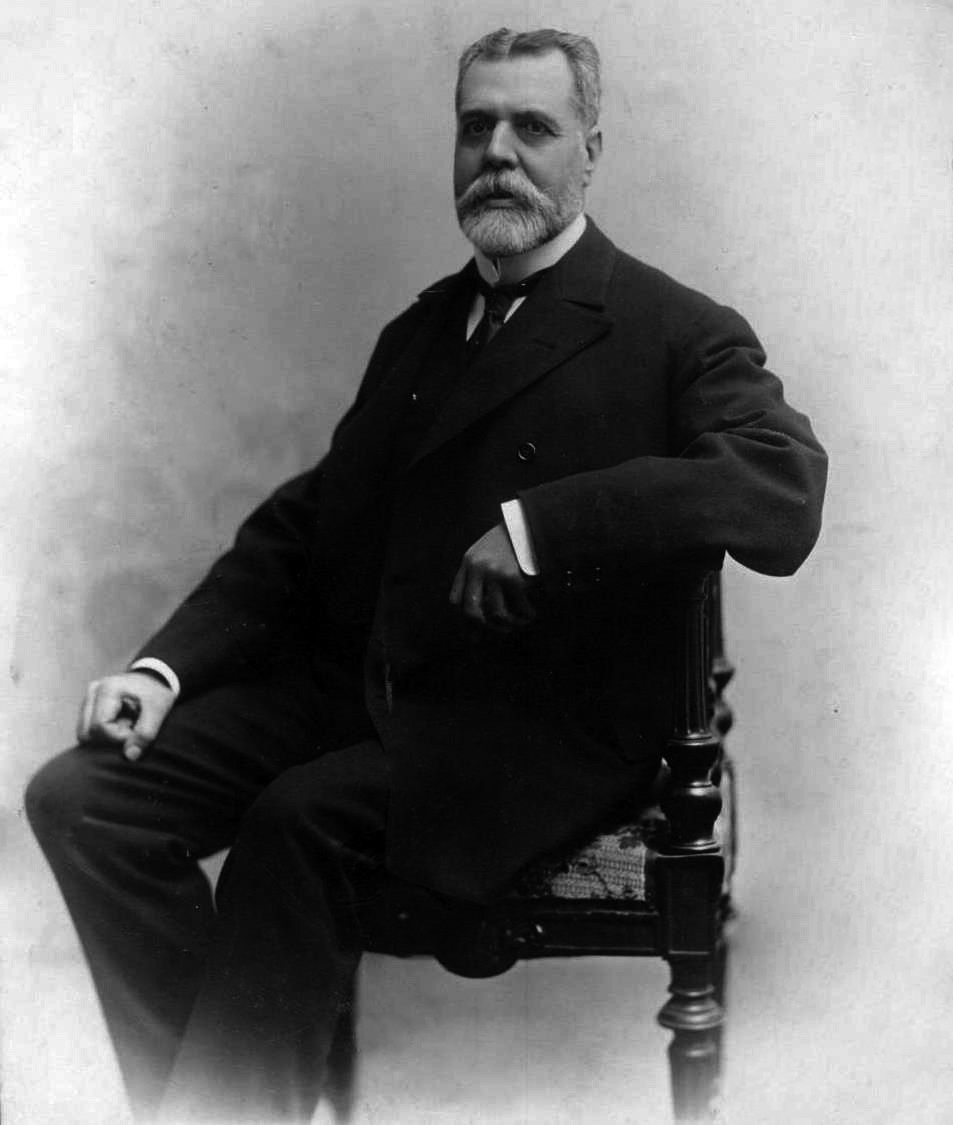
Francesc C. Maristany i Garriga, pare de Ferran Maristany i Guasch, cap a 1880

El setmanari Mercurio Peruano, de Lima, Perú, l'any 1919, fent referència a la vida i obra de Ferran Maristany i Guasch, fa els següents comentaris:
| « | «No tiene en su ascendencia ningún artista. Su padre es un caballero catalán muy rico, muy laborioso, muy circunspecto, de alma limpia y exterior servero. En su familia, sólo su hermano tiene un carácter intelectual. No hay, pues, en la genealogía de Maristany antecedente conocido alguno... Puede decir con orgullo: «Je suis mon ancêtre» (Yo soy mi antepasado).» | » |

| « | «Maristany es un hombre delgado, alto, pálido, de modales fínos, muy elegante, con esa elegancia inglesa, que no vive en el color de la tela, en el corte del traje, sino en un no sabemos qué de distinción y de simplicidad. Una grave enfermedad que sufrió en la adolescencia en la vista, y en la cual temió quedarse ciego, (¡Oh, recuerdo evocador del gran Milton!), le obliga a usar monóculo, que sienta a maravilla en su rasurado rostro de lord. Tardo al escuchar, pone en su atención cuando se le habla, una suave marca de cortesanía. Es, físicamente, un hombre supremamente distinguido.» | » |

| « | «Su poesía es esencialmente sicológica y mística. La sencillez y la pureza la nimban de cielo. Su dolor se aquieta en la conformidad cristiana de una ilusión ultraterrena. Creyente y cristiano en el más hondo sentido, Maristany acepta su cruz y camina cantando. No hay en sus quejas reproches amargos ni protestas inútiles; llega al dominio del dolor por la resignación y la esperanza y, sin ser nietzcheano, realiza el supremo deseo de vencer la miseria mortal y terrena.» | » |

Va estudiar el batxillerat i enginyeria industrial a Barcelona, però va haver d'abandonar aquests estudis a causa d'una llarga i greu malaltia per un creixement tardà. La malaltia va transformar la seva inicial afició al teatre, per l'afició a la novel·la, després per la filosofia i, finalment per la poesia. Als 30 anys (1913) va publicar el primer volum de la seva pròpia poesia amb el títol En el azul que va retirar de la circulació, ja que no estava satisfet amb l'obra. Com a poeta, estava adscrit al moviment final del modernisme. Però més que ser un poeta que traduïa ocasionalment poesia, es tracta d'un traductor de poesia que ocasionalment escrivia poesia.
A aquesta obra li va seguir el 1914 la primera de les seves nombroses traduccions d'antologia. La revista L'Esquella de la Torratxa de Barcelona, comentava: «La publicación de un volumen de poesía lírica en el tiempo de guerra en Europa (I Guerra Mundial) indica un valor inconcevible por parte del abnegado autor y, cuando el volumen reúne juntos poetas procedentes de varios países en conflicto, el valor asume rasgos de heroísmo. Heroísmo y neutralidad»
Durant la I Guerra Mundial els intel·lectuals estaven molt dividits: els liberals i l'esquerra estaven a favor dels aliats; l'exèrcit i la dreta estaven a favor d'Alemanya, l'Imperi austrohongarès i l'Imperi Turc. Una antologia poètica incloent textos anglesos, francesos i alemanys podia ser considerada en aquest moment com una declaració apolítica per part de l'autor. No obstant això, al final de la guerra es va inclinar més pel bàndol dels vencedors, publicant antologies de poesia francesa i anglesa. En aquesta última posa al descobert que, tot i les virtuts de la neutralitat, «de todos los parnasos extranjeros, el inglés es el más cercano a nuestro espíritu. (...) Se olvida con frecuencia que (la traducción de poesía extranjera) es el camino por el que voces y formas de otros pueblos entran en nuestra poesía, y que, en el reino del intelecto, no hay conquista estéril. Uno se debe alegrar de la victoria de capturar un determinado pensamiento en estrictas palabras.»
Encara jove es va retirar a la seva masia de Sant Pere de Ribes, tocant Sitges, coneguda com El Mur. Entre 1916 i 1920, va traduir i va publicar la major part dels seus antologies poètiques, a un ritme d'una antologia cada sis mesos.
En 1919-1920, va tornar a publicar una versió molt corregida dels versos En el azul. En 1920, va decidir acabar el seu retir al camp i tornar a la ciutat, i es va convertir en el director literari de l'Editorial Cervantes.
En la seva qualitat d'editor literari va publicar una sèrie de volums monogràfics de traduccions de diversos poetes. Un d'aquests volums va recollir les seves versions en castellà de la poesia de Teixeira de Pascoaes. El 1921, va deixar momentàniament la traducció per publicar una antologia de poesia espanyola.
Va editar nombroses traduccions en castellà dels poetes clàssics de les literatures europees, entre les quals figuren antologies de Heine, Leopardi i Goethe. Com a poeta va escriure col·leccions de poemes en vers (La dicha y el dolor; 1920) i en prosa (Gusano de luz; 1923).
Es va casar amb Matilde Mathieu i Prats, argentina de Buenos Aires, d'ascendència francesa (l'enginyer Mathieu va ser el col·laborador més estret de Ferdinand de Lesseps), d'una gran cultura, amiga d'intel·lectuals i artistes, amb qui va tenir dos fills: Carles i Clara. Carles F. Maristany i Mathieu (1913 - 1985) va ser el creador de l'Editorial Zodiaco després de la Guerra Civil.

## Obres

### Obra pròpia
- Parpadeo (1913). En «Prisma. Revista Internacional de Poesía». Volum II, número 3. Julio de 1922. Paris-Barcelona.
- La dicha y el dolor. Poesías (1919 – 1920). Tercera època de En el azul.... Prefaci de Manuel de Montoliu. Barcelona: Editorial Cervantes. Reimpresa (2010) per Kessinger Publishing (ISBN 1162526440, 9781162526447).
- En el Azul. Prefaci de Teixeira de Pascoaes. Barcelona: Editorial Cervantes.
- Gusano de luz: Selección de novelas breves (1923). Barcelona: Editorial Cervantes.
- (Poemas) (1924). Barcelona: Editorial Cervantes.

### Antologies traduïdes
Ferran Maristany va ser un dels traductors més prolífics de la seva època i va publicar, seguint el model anglès, les següents antologies de poesia estrangera: 
- Poesías excelsas (breves) de los grandes poetas, traducidas directamente, en verso, de sus idiomas respectivos italiano, alemán, inglés y francés (1914). Barcelona: A. López.
- Las cien mejores poesía (líricas) de la lengua francesa, traducidas directamente en verso (1917). Prólogo de Enrique Díez-Canedo. Valencia: Editorial Cervantes.
- Las cien mejores poesías (líricas) de la lengua inglesa (1918). Valencia: Editorial Cervantes. Edición facsímil por Editorial Maxtor (2006), Valladolid.
- Las cien mejores poesía (líricas) de la lengua portuguesa (1918). Prólogo de Ignacio Ribera-Rovira. Valencia. Editorial Cervantes / Buenos Aires: Editorial Tor.
- Las cien mejores poesía (líricas) de la lengua alemana (1919). Prólogo de Manuel de Montoliu. Valencia: Editorial Cervantes.
- Florilegio. Las mejores poesías líricas griegas, latinas, italianas, portuguesas, francesas, inglesas y alemanas (1920). Prefaci d'A. Bonilla y San Martín. Barcelona: Editorial Cervantes.
- Las cien mejores poesías (líricas) de la lengua italiana: carta abierta de Guido Mazzoni(1920). Barcelona: Editorial Cervantes.
- Las cien mejores poesías españolas (líricas) (1921-1945). Barcelona: Editorial Cervantes.
- Antología general de poetas líricos franceses (1391-1921) (1921). Barcelona: Editorial Cervantes.
- Las mejores poesías líricas de los mejores poetas (1930). Barcelona: Editorial Cervantes.
- Las mejores poesías francesas, inglesas y alemanas. Florilegio (1936). Tomos I y II. Barcelona: Editorial Cervantes.
- Las mejores poesías de Teixeira de Pascoaes, traducidas directamente en verso. Barcelona: Editorial Cervantes.
- Las mejores poesías de Salvador Albert, traducidas directamente en verso. Barcelona: Editorial Cervantes.
- Antología general de poetas franceses. Prólogo de Alejandro Plana. Barcelona: Editorial Cervantes.

### Traduccions no antològiques
- William Wordsworth (1922). Poesías. Traducciones de Carmela Eulate Sanjurjo, Fernando Maristany y Gabriel de Zendegui. Barcelona: Editorial Cervantes.
- Eugenio de Castro (192-). Traducida directamente en verso por Andrés González-Blanco, Fernando Maristany y Juan G. Olmedilla. Barcelona: Editorial Cervantes.
- Pascoaes, Teixeira de (1933). Regreso del paraíso. Traduccida directamente en verso por Fernando Maristany. Barcelona: Editorial Cervantes.
- Hölderlin, Friedrich (2004). Poemas, las primeras traducciones al castellano por Fernando Maristany (1919) y Manuel de Montoliu (1921). Edición bilingüe de Anacleto Ferrer. Madrid: Ediciones Hiperion, S.L.